# Viorica Ioja
Viorica Ioja (ungerska: Ibolya Jozsa-Veres), född den 26 februari 1962 i Uivar i Rumänien, är en rumänsk roddare.
Hon tog OS-guld i fyra med styrman i samband med de olympiska roddtävlingarna 1984 i Los Angeles.